# 圣地亚哥省

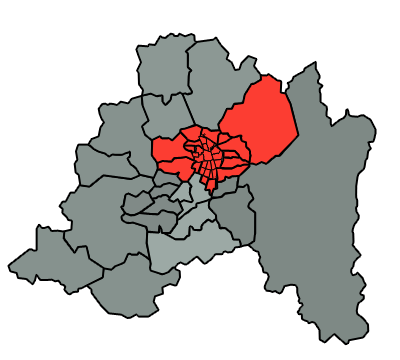
圣地亚哥省在圣地亚哥都会区的位置

圣地亚哥省（西班牙語：Provincia de Santiago）是智利圣地亚哥首都大区的一个省，总面积2109.7平方公里。总人口4728,443，人口密度2241.3人/平方公里。圣地亚哥省包含32个市镇。圣地亚哥省的产值占全国的30%。该省为大陆性气候，年降水量367毫米。